# Niccolò Serra
Niccolò Serra (Genova, 1708. november 17. – Ferrara, 1767. december 14.) 18. századi itáliai bíboros, érsek. 

## Élete
Francesco Maria és Laura Negroni három gyermeke közül másodikként genovai nemesi családba született, amely két másik bíborost adott a római katolikus egyháznak: Giacomo Serra (1611) és Francesco Serra (1831) személyében. Anyai ágon rokonságban állt egy másik bíborossal, Giovanni Battista Spinolával (1733).
Szülei egyházi pályára szánták, így Rómába küldték tanulni, először a Somaschi Atyák Clementine Kollégiumába, majd a La Sapienza Egyetemre, ahol 1730. március 23-án doktorált utroque iure.
1731-ben urbinói helyettes legátussá nevezték ki, később pedig Camerino (11732. július 28.), Ancona (1734. szeptember 4.), Viterbo (1741. január 7.), Perugia (1741, augusztus 12.), Castelnuovo kormányzója és Montone (1744–1746) kormányzója, Rómába visszatérve a Pénzverde (1745–1746), a Carceri (1747–1749), a Strade (1751–1753) elnöke lett.
1753. december 8-án kisebb kinevezéseket kapott; 16-án és 21-én aldiakónussá és diakónussá, 28-án pedig pappá szentelték.
1754. január 14-én Mitilene címzetes érsekévé választották; 20-án Rómában a Szent Ignác-templomban kapta meg a püspöki felszentelést Giuseppe Maria Feroni bíborostól.
1754. február 9-én kinevezték lengyelországi apostoli nunciussá. 1760 júniusában visszatérve Rómába pedig az Apostoli Kamara általános auditorává.
XIII. Kelemen pápa bíboros-presbiterré nevezte ki az 1766. szeptember 26-i konzisztóriumban. December 1-jén elnyerte a Santa Croce in Gerusalemme címet. Ugyanezen a napon nevezték ki pápai legátusnak Ferrarába három évre.
A következő évben Ferrarában halt meg szívrohamban, 1767. december 14-én. Földi maradványai a városi székesegyház Szent György-kápolnájában nyugszanak.

## Püspöki genealógiája
- Scipio Rebiba bíboros
- Giulio Antonio Santorio bíboros
- Girolamo Bernerio bíboros, OD
- Galeazzo Sanvitale érsek
- Ludovico Ludovisi bíboros
- Luigi Caetani bíboros
- Ulderico Carpegna bíboros
- Paluzzo Paluzzi Altieri Degli Albertoni bíboros
- XIII. Benedek pápa
- Giuseppe Maria Feroni bíboros
- Niccolo Serra bíboros

## Fordítás
- Ez a szócikk részben vagy egészben  a   Niccolò Serra című olasz Wikipédia-szócikk ezen változatának fordításán alapul.  Az eredeti cikk szerkesztőit annak laptörténete sorolja fel. Ez a jelzés csupán a megfogalmazás eredetét és a szerzői jogokat jelzi, nem szolgál a cikkben szereplő információk forrásmegjelöléseként.